# Шевченкове (Краснокутська селищна громада)
Шевче́нкове — село в Україні, у Краснокутській селищній громаді Богодухівського району Харківської області. Населення становить 21 осіб. До 2020 року орган місцевого самоврядування — Качалівська сільська рада.

## Географія
Село Шевченкове розташоване на березі безіменної пересихаючої річечки з загати, нижче за течією примикає до села Бузове.

## Назва
Назва походить, очевидно, від прізвища першого власника Ковальчинського.

## Історія
Шевченкове засноване у першій половині ХІХ століття, як поміщицький хутір Ковальчинський. У 1861 році, після скасування кріпосного права власник хутора Єгор Костир надав волю кріпакам, яких було на той час близько 50 осіб. З середини ХІХ століття хутір увійшов до складу Мурафської волості Богодухівського повіту. На початку ХХ століття населення села збільшилося за рахунок переселенців з Мурафи.
У 1918 році хутір Ковальчинський був перейменований на село Шевченкове і включений до складу Мурафської сільської ради Краснокутського району. На початку 1920-х років в селі була відкрита початкова школа. У 1923 році населення Шевченкового складало 196 осіб, крім того ще 92 мешканці проживало у Долині, що розташовувалася за 0,5 км від села вгору балкою Бузовою і була віддаленою вулицею Шевченкового. У 1931 році в селі створено колгосп «Колективіст Краснокутчини».
У 1932—1933 роках населення села зазнало Голодомору. Також значних втрат і руйнувань село зазнало у 1941—1943 роках під час Другої світової війни та німецької окупації. Після війни село визнали неперспективним. У 1950 році колгосп «Колективіст Краснокутчини» був приєднаний до колгоспу імені 1-го Травня, який розташовувався в селі Качалівка, а у 1970 році була закрита початкова школа.
12 червня 2020 року, відповідно до розпорядженням Кабінету Міністрів України № 725-р «Про визначення адміністративних центрів та затвердження територій територіальних громад Харківської області», село увійшло до складу Краснокутської селищної громади.
19 липня 2020 року, в результаті адміністративно-територіальної реформи та ліквідації Краснокутського району, село увійшло до складу Богодухівського району.